# Сарсена
Сарсена (фр. Sarcenas) — коммуна во Франции, находится в регионе Рона — Альпы. Департамент коммуны — Изер. Входит в состав кантона Сент-Эгрев. Округ коммуны — Гренобль.
Код INSEE коммуны — 38472. Население коммуны на 1999 год составляло 141 человек. Населённый пункт находится на высоте от 892  до 2 079  метров над уровнем моря. Муниципалитет расположен на расстоянии около 480 км юго-восточнее Парижа, 90 км юго-восточнее Лиона, 10 км севернее Гренобля. Мэр коммуны — Paul Garin, мандат действует на протяжении 2001—2008 гг.
Динамика населения (INSEE):